# Weigela
Weigela Thunb. è un genere di arbusti della famiglia Caprifoliaceae, nativi dell'Asia orientale.
Il genere prende il nome dallo scienziato tedesco Christian Ehrenfried Weigel (1748 – 1831).

## Storia
La prima specie raccolta per i giardini occidentali, Weigela florida, distribuita nella Cina settentrionale, in Corea e in Manciuria, fu ritrovata da Robert Fortune e importata in Inghilterra nel 1845. In seguito all'apertura del Giappone agli occidentali, diverse specie di Weigela e versioni da giardino furono "scoperte" dai cacciatori di piante europei negli anni 1850 e 1860, sebbene fossero già ben note alla gente del posto.
La collezione nazionale britannica Weigela si tiene presso i giardini botanici di Sheffield; insieme alla collezione nazionale del genere strettamente correlato Diervilla. La collezione nazionale tedesca Weigela, Sichtungsgarten Weigela, si trova a Buckow, Maerkische-Schweiz.

## Descrizione
Il genere comprende arbusti decidui alti 1–5 m.
Le foglie sono lunghe 5–15 cm, ovato-oblunghe con punta acuminata e margine seghettato.
I fiori sono lunghi 2–4 cm, con una corolla a cinque lobi bianca, rosa o rossa (raramente gialla), riuniti in piccoli corimbi all'inizio dell'estate.
Il frutto è una capsula secca contenente numerosi piccoli semi alati.

## Ecologia
Le specie di Weigela sono utilizzate come piante nutrici dalle larve di alcune specie di lepidotteri tra cui il bombice dal ventre bruno (Euproctis chrysorrhoea).

## Tassonomia
Il genere comprende le seguenti specie:
- Weigela coraeensis Thunb.
- Weigela decora (Nakai) Nakai

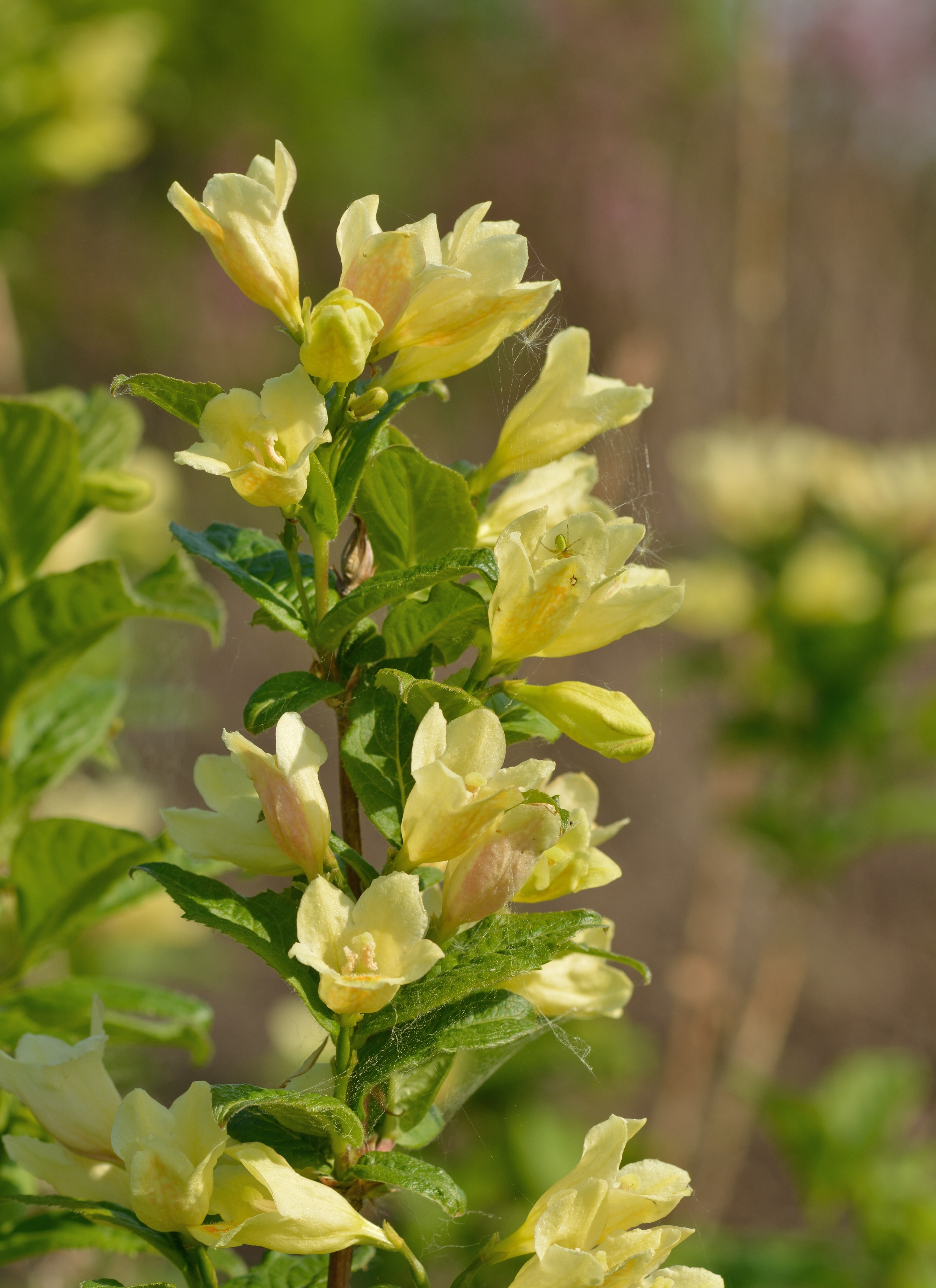
Weigela middendorffiana

- Weigela floribunda (Siebold & Zucc.) K.Koch
- Weigela florida (Bunge) A.DC.
- Weigela × fujisanensis (Makino) Nakai
- Weigela hortensis (Siebold & Zucc.) K.Koch
- Weigela japonica Thunb.
- Weigela maximowiczii (S.Moore) Rehder
- Weigela middendorffiana (Carrière) K.Koch
- Weigela suavis (Kom.) L.H.Bailey
- Weigela subsessilis (Nakai) L.H.Bailey

## Coltivazione
Diverse specie sono arbusti ornamentali molto popolari nei giardini, sebbene le specie siano state per lo più sostituite da ibridi (incroci tra W. florida e altre specie asiatiche).
Le seguenti cultivar hanno ottenuto il premio al merito da giardino della Royal Horticultural Society:

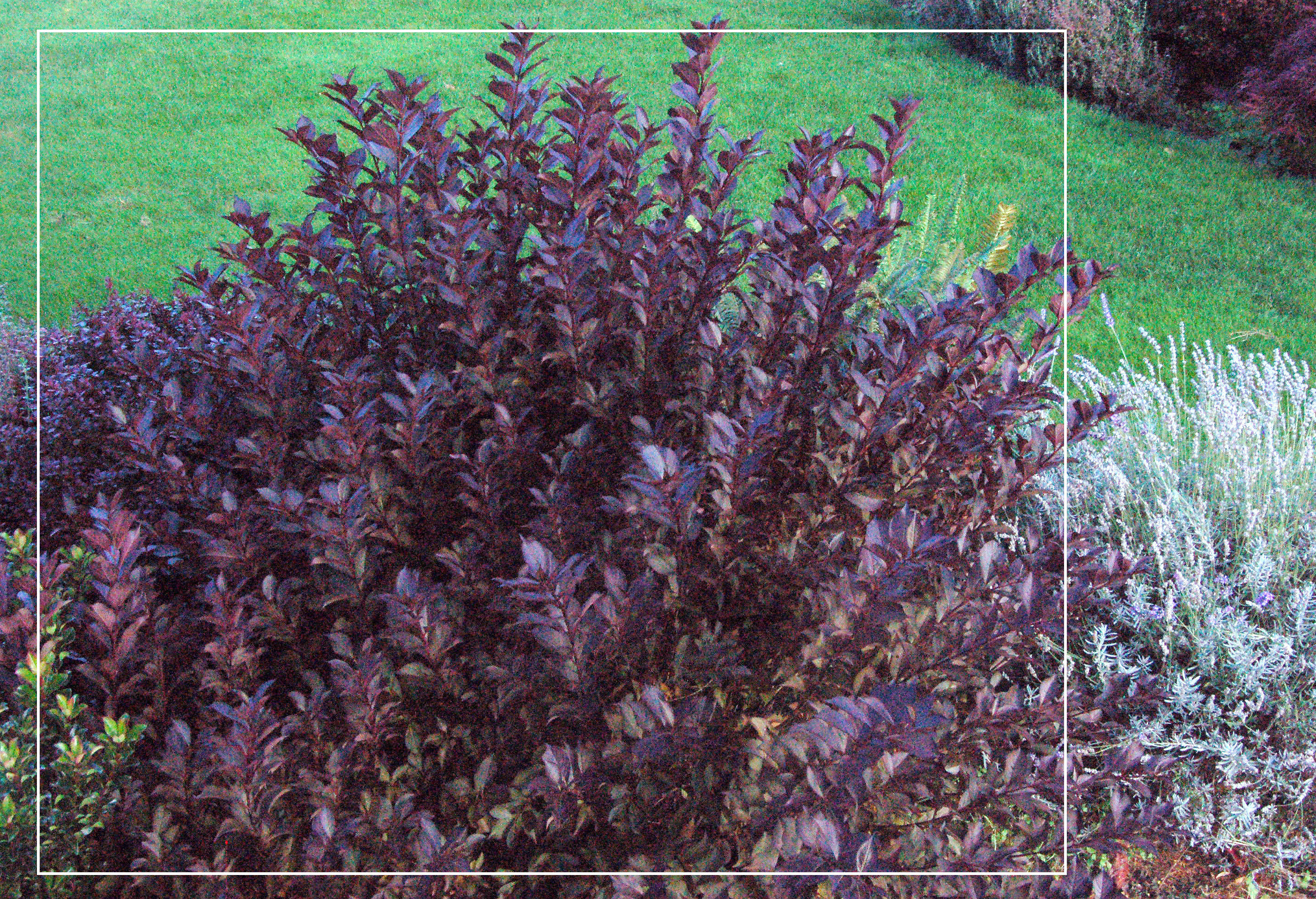
Weigela florida 'Wine & Roses': nella periferia sono inclusi il biancospino nano indiano, la lavanda inglese e la felce spada

- Weigela 'Red Prince'[6]
- Weigela 'Florida Variegata'[7]
- Weigela 'Praecox Variegata'[7]
- Weigela florida 'Pink Princess' è una cultivar popolare di Weigela florida, un arbusto originario della Cina settentrionale, della Corea e del Giappone, che fiorisce abbondantemente. È una pianta rustica, facile da coltivare e mantenere. Cresce fino a un'altezza e una larghezza fino a 1,5–1,8 m in condizioni appropriate, ed è quindi più compatto della normale Weigela florida, che lo rende un arbusto più versatile. È attraente per i colibrì e le api[8].